# Josef Maršálek
Josef Maršálek (* 3. dubna 1982 Přerov) je český pekař a cukrář.

## Kariéra
Vyrůstal v malé vesnici jako jeden ze čtyř sourozenců. Na přání rodičů vystudoval gymnázium, teprve poté se vyučil jako pekař a cukrář. Během dálkového studia vysoké školy hotelové začal pracovat v zahraničí, nejprve v Bathu, ke konci studií pak v londýnském obchodním domě Harrods. Tam pracoval sedm let, postupně získal ocenění pro kuchaře roku i manažera roku a jeho dezerty odebírala i britská královská rodina. Po roce stráveném v Indii se v roce 2018 vrátil do Prahy, kde byl zaměstnancem v CakeShop Prague a založil vlastní značku Fat Brothers.
V letech 2020, 2022 a 2024 účinkoval jako porotce v pořadu České televize Peče celá země. Provozuje kurzy pečení.
V červnu 2020 si vzal svého partnera, Petra Tejmla (* 1983).
V roce 2023 se umístil na 5. místě ve 12. řadě taneční soutěže Stardance vysílané Českou televizí. Jeho taneční partnerkou byla Adriana Mašková.

## Dílo
- Sklizeň (2025)
- Kynuté (2022)
- Péct, milovat a žít (2019), nakladatelství Mladá fronta, ISBN 978-80-204-5387-7
- Moderní česká cukrařina (2020), nakladatelství XYZ, ISBN 978-80-7597-624-6
- Moje sváteční pečení (2020), nakladatelství XYZ, ISBN 978-80-7597-751-9